# Eric Camilli
Eric Camilli (Nice, 6 september 1987) is een Frans rallyrijder, die onder meer uitkomt in het wereldkampioenschap rally voor het M-Sport World Rally Team.

## Carrière

#### Beginjaren
Eric Camilli reed in 2008 zijn eerste rally's. Het was pas in het volgende decennium dat hij met zijn resultaten begon op te vallen; in 2014 werd hij derde in de Volant Peugeot Cup in het Frans rallykampioenschap. Datzelfde jaar maakte hij in Duitsland ook zijn eerste optreden in het wereldkampioenschap rally en behaalde een bemoedigende vierde plaats met een Peugeot 207 S2000 tijdens de rally van Corsica, op dat moment nog een ronde van het Europees kampioenschap rally. Een stap omhoog naar het WK volgde in 2015, met een programma in het World Rally Championship-2 in een Ford Fiesta R5. Ondanks zijn geringe ervaring wist Camilli in zijn klasse drie keer op het podium te eindigen.
Camilli was in 2015 ook testrijder bij Toyota Motorsport GmbH. Hij testte hiervoor de eerste versies van de Toyota Yaris WRC, die in 2017 zou debuteren in het kampioenschap.

#### 2016-heden: M-Sport en Volkswagen

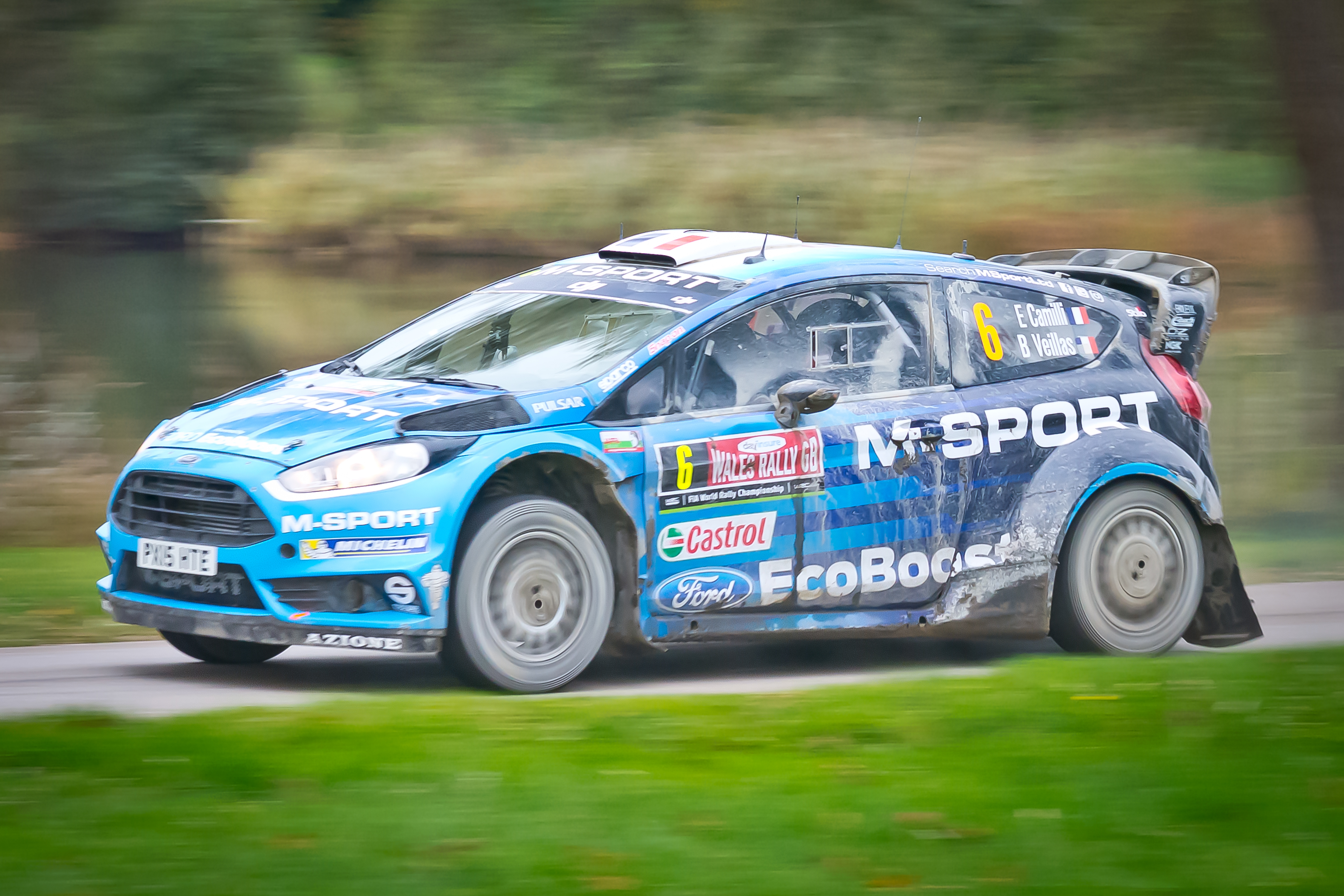
In 2016 reed Camilli een volledig seizoen met de M-Sport Fiesta RS WRC

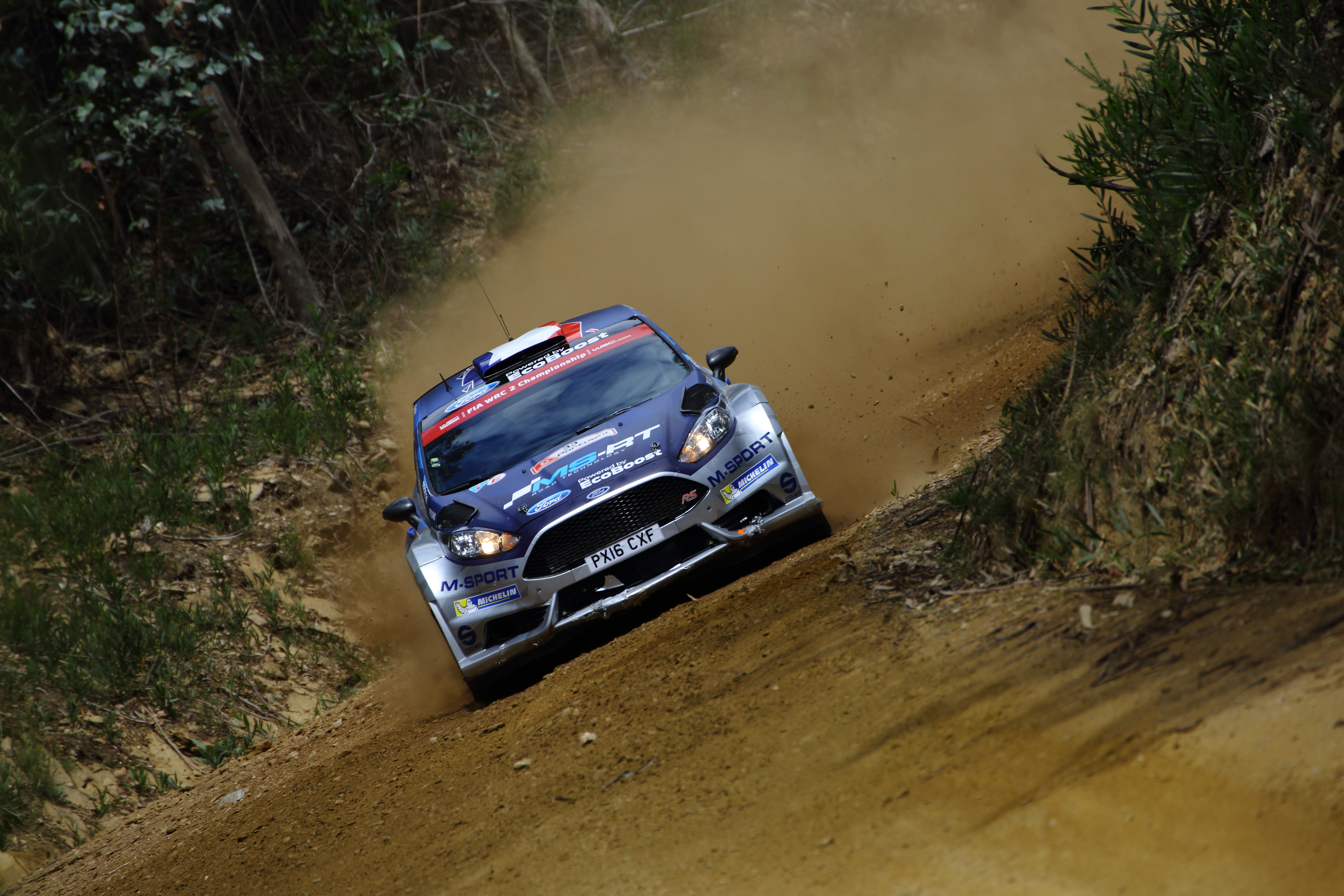
Camilli met de Fiesta R5 actief tijdens de rally van Portugal in 2017

Camilli kreeg voor 2016 een contract aangeboden bij M-Sport, waar hij als tweede rijder naast Mads Østberg een compleet seizoen zou afwerken met de Ford Fiesta RS WRC. Het werd een wisselvallig seizoen voor Camilli die hem op momenten goede tijden zag zetten op voornamelijk de onverharde rally's, maar tegelijkertijd ook geplaagd werd door stuurfouten of dan wel technische malaise. Een vijfde plaats in Portugal was uiteindelijk zijn beste resultaat. Voor 2017 deed Camilli een stap terug en reed nog steeds in dienst van M-Sport een programma in het WRC-2 kampioenschap, opnieuw actief met de Fiesta R5. In de eerste seizoenshelft voorkwam mechanische pech in sommige rally's betere resultaten, maar in Duitsland schreef Camilli zijn eerste WRC-2 zege op zijn naam. In het kampioenschap eindigde hij uiteindelijk tweede achter winnaar Pontus Tidemand.
Camilli ving 2018 aan in deze vorm, maar hij reed uiteindelijk geen volledig seizoen in het WRC-2 en werd slechts in geselecteerde evenementen ingezet door M-Sport. In Catalonië debuteerde hij voor Volkswagen met Petter Solberg als teamgenoot de Polo GTI R5. Technische problemen halverwege de rally zat een goede klassering voor Camilli echter in de weg. Met deze auto domineerde hij in zijn klasse tijdens de WK-ronde van Corsica in 2019, maar richting het slot van de rally vatte zijn Polo R5 vlam en brandde uiteindelijk volledig uit; rijder en navigator bleven daarbij ongedeerd.

## Complete resultaten in het wereldkampioenschap rally
| Seizoen | Inschrijving                  | Auto                   | 1       | 2       | 3      | 4       | 5       | 6      | 7      | 8       | 9       | 10     | 11     | 12      | 13     | 14      | Pos. | Punten |
| ------- | ----------------------------- | ---------------------- | ------- | ------- | ------ | ------- | ------- | ------ | ------ | ------- | ------- | ------ | ------ | ------- | ------ | ------- | ---- | ------ |
| 2014    | Eric Camilli                  | Citroën DS3 R3T        | MON     | ZWE     | MEX    | POR     | ARG     | ITA    | POL    | FIN     | DUI DNF | AUS    |        |         |        |         | –    | 0      |
| 2014    | Rallye Jeunes FFSA            | Citroën DS3 R3T        |         |         |        |         |         |        |        |         |         |        | FRA EX | SPA     | GBR    |         | –    | 0      |
| 2015    | Eric Camilli                  | Ford Fiesta R5         | MON 15  | ZWE     | MEX    | ARG     |         |        |        |         |         |        |        |         |        |         | –    | 0      |
| 2015    | Team Oreca                    | Ford Fiesta R5         |         |         |        |         | POR DNF | ITA 16 | POL    | FIN 52  | DUI 14  | AUS    | FRA 16 | SPA DNF | GBR 12 |         | –    | 0      |
| 2016    | M-Sport World Rally Team      | Ford Fiesta RS WRC     | MON DNF | ZWE DNF | MEX 16 | ARG 8   | POR 5   | ITA 6  | POL 10 | FIN DNF | DUI 50  | CHN C  | FRA 8  | SPA 18  | GBR 10 | AUS DNF | 11   | 28     |
| 2017    | M-Sport World Rally Team      | Ford Fiesta R5         | MON 12  | ZWE 14  | MEX 11 | FRA 28  | ARG     | POR 21 | ITA 9  | POL 14  | FIN 12  | DUI 10 | SPA 16 | GBR 12  | AUS    |         | 19   | 3      |
| 2018    | M-Sport Ford World Rally Team | Ford Fiesta R5         | MON DNF | ZWE     | MEX    | FRA     | ARG     | POR    | ITA    | FIN     | DUI DNF | TUR    | GBR 24 |         |        |         | –    | 0      |
| 2018    | Volkswagen Motorsport         | Volkswagen Polo GTI R5 |         |         |        |         |         |        |        |         |         |        |        | SPA 35  | AUS    |         | –    | 0      |
| 2019*   | Eric Camilli                  | Volkswagen Polo GTI R5 | MON     | ZWE     | MEX    | FRA DNF | ARG     | CHL    | POR    | ITA     |         |        |        |         |        |         | 26   | 1      |
| 2019*   | M-Sport Ford World Rally Team | Ford Fiesta R5 MK2     |         |         |        |         |         |        |        |         | FIN 13  | DUI 15 | TUR    | GBR     |        |         | 26   | 1      |
| 2019*   | Eric Camilli                  | Citroën C3 R5          |         |         |        |         |         |        |        |         |         |        |        |         | SPA 10 | AUS     | 26   | 1      |

* Seizoen loopt nog.